# Johann Matthias Kager

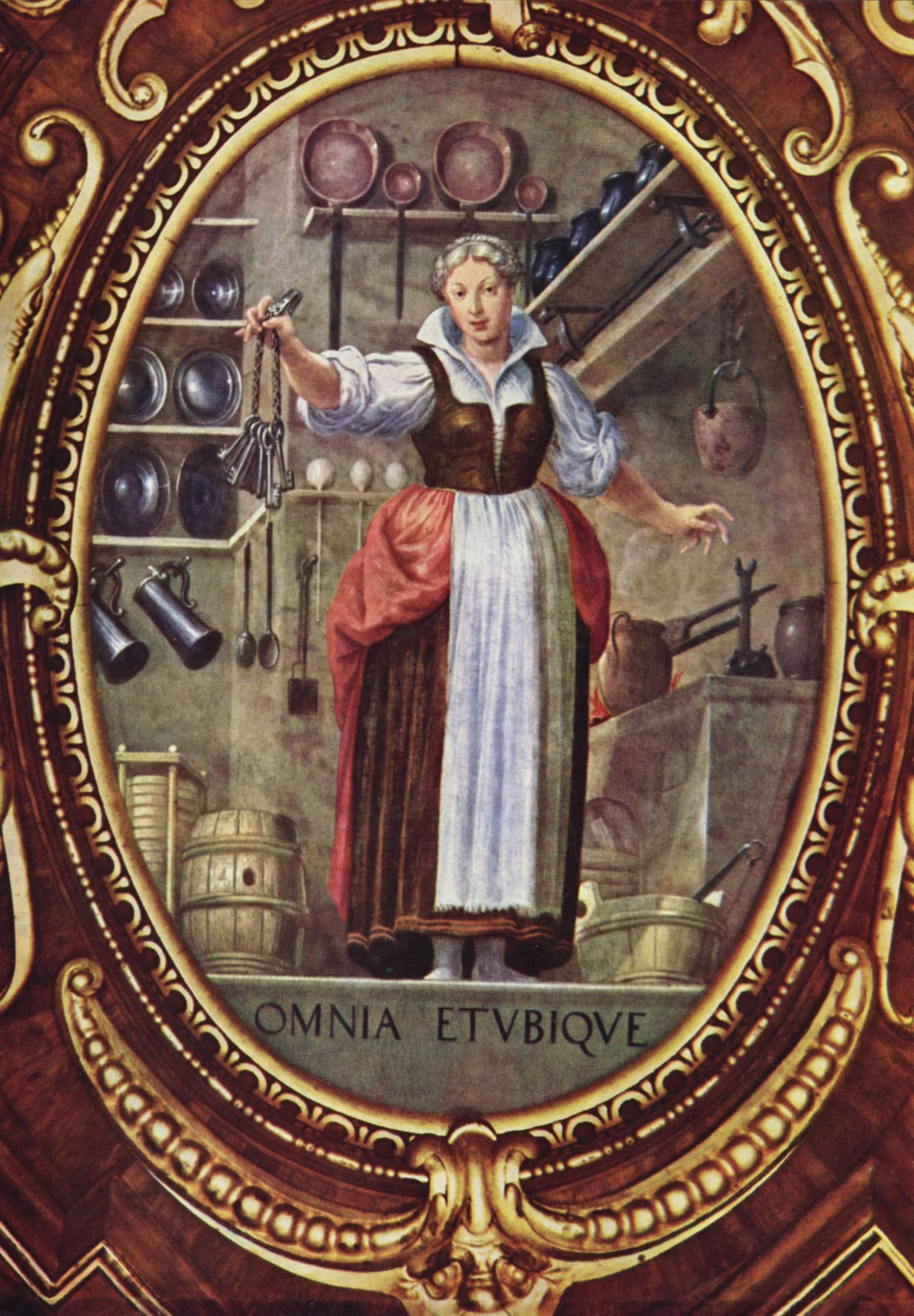
Fresko von Johann Matthias Kager im Goldenen Saal in Augsburg

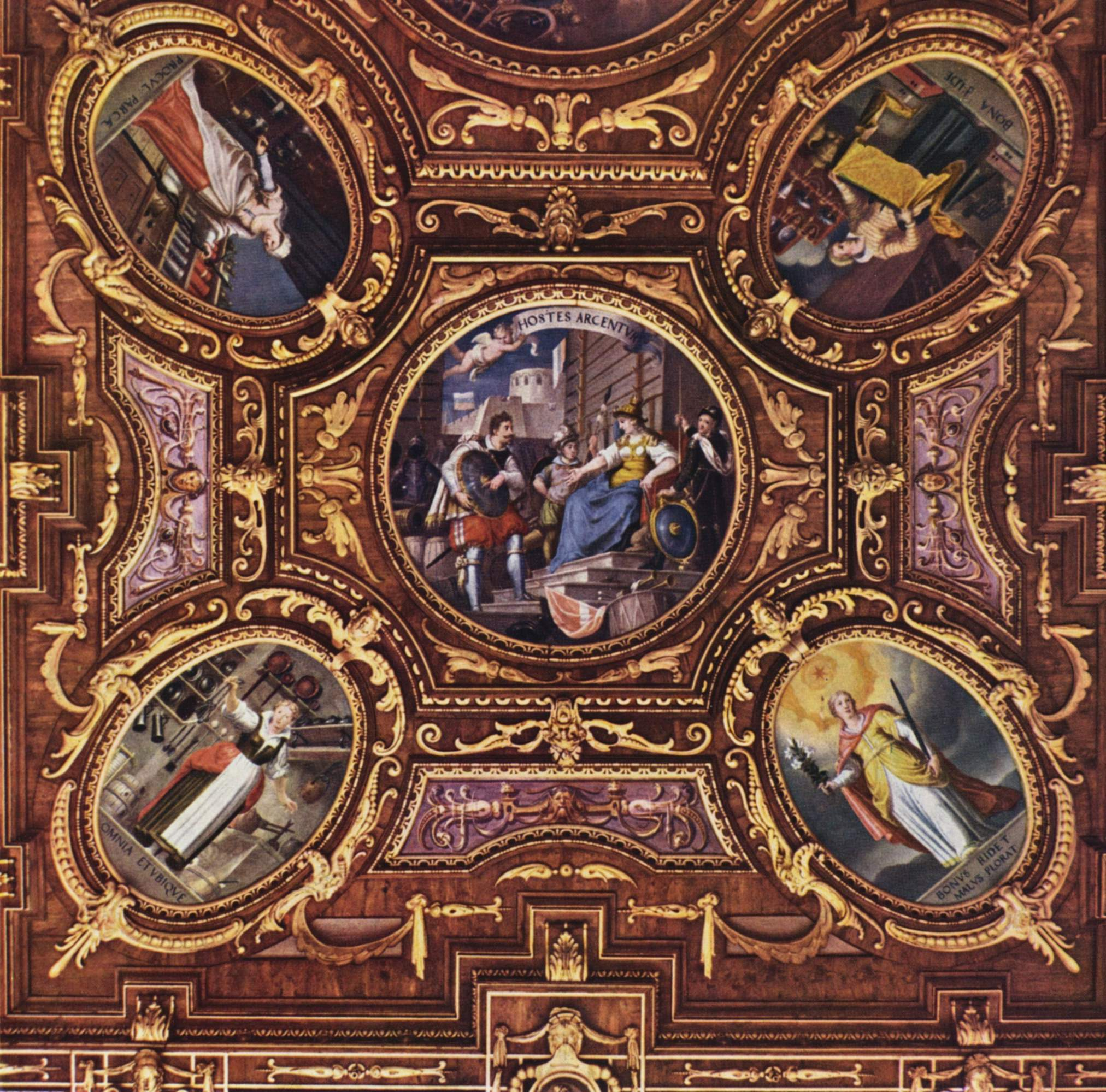
Fresko von Johann Matthias Kager im Goldenen Saal in Augsburg

Johann Matthias Kager (* 1575 in München; † 1634 in Augsburg) war ein deutscher Maler, Kupferstecher und Baumeister sowie zeitweilig im 17. Jahrhundert Augsburger Bürgermeister.

## Werdegang
Kager machte ab 1588 eine Lehre bei Jacob Jelle und danach bei dem Miniaturmaler Jörg Karl in München. Ebenfalls in München lernte er bei Friedrich Sustris. Nachdem er danach eine Studienreise nach Italien unternahm, war er im Dienst des Bayerischen Hofs mit dem Bau und der Ausstattung der Münchner Residenz und der Jesuitenkirche beschäftigt. In Bayern wurde er zum Hofmaler Maximilians I. von Bayern. Im Jahr 1597 erwarb er das Münchner Meisterrecht, zog aber schon 1603 nach Augsburg und erhielt dort noch im gleichen Jahr das Bürgerrecht. Er bekam ab 1605 die ersten öffentlichen Aufträge. In Augsburg entstanden zahlreiche Wand- und Tafelbilder, Miniaturen, Kupferstiche sowie architektonische Entwürfe. Im Jahr 1611 wurde er Mitglied des Großen Rats und 1615 Stadtmaler. Ab 1631 war Kager bis zur Besetzung durch Schweden Bürgermeister der Stadt.

## Wirken
Kager machte auch in anderen Bereichen neben der Malerei auf sich aufmerksam, so durch seine Arbeiten an öffentlichen Gebäuden. Von 1605 bis 1607 schuf er die Außenfresken des Weberhauses am Moritzplatz. Ab 1620 hatte er die Oberleitung der Ausstattung des Augsburger Rathauses inne. Er entwarf die Dekorationen des »Goldenen Saales« im Augsburger Rathaus, die aber im Zweiten Weltkrieg weitgehend zerstört wurden. Er lieferte Bilder für das südöstliche der Fürstenzimmer und für die Ratsstube. Seine Arbeit als Architekt ist bislang noch nicht genügend erforscht.

## Werke

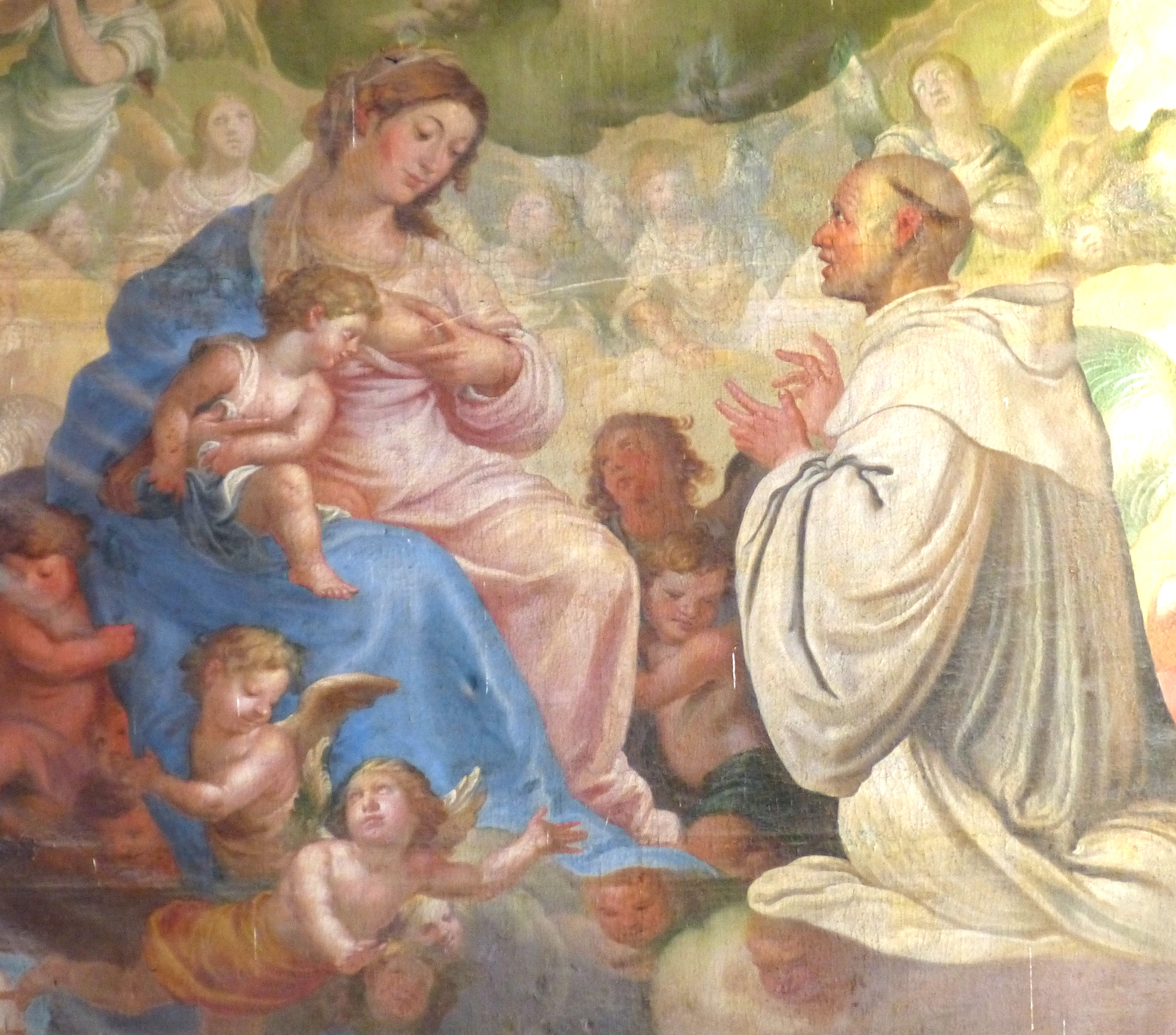
Altarbild von Johann Matthias Kager in Aldersbach

Obwohl vieles von Kager zerstört wurde oder verloren ging, sind einige Bilder heute immer noch erhalten. So malte er Altarbilder in einigen Augsburger Kirchen:
- Kath. Hl. Kreuz („Tempelgang Mariae“, 1616)
- St. Peter („Christus als Guter Hirte“, 1625)
- Bfl. Ordinariat („Anbetung der Könige“, 1610, aus dem Dom stammend)
- St. Ulrich und Afra („Anbetung der Könige“, 1609).
- Werke als Bildhauer an den Seitenaltären der Pfarrkirche Andrichsfurt

Überregional schuf er Hochaltarbilder in:
- St. Sebald Schwabach („Verherrlichung Mariens“, 1614)
- Pfarrkirche Kloster Aldersbach („Lactatio Bernardi“, 1619)
- St Jakob Dürrenwaldstetten („Allerheiligen“, 1623)
- Dom St. Maria und St. Korbinian, Freising („Verkündigung an Maria“, „Anbetung der Hirten“; ca. 1624)